# 민성 (가수)
민성(본명: 박민성, 1979년 4월 29일 ~ )은 대한민국의 가수이다.

## 학력
- 충암고등학교
- 청운대학교 방송음악과 학사

## 음반
- 2009년 맞짱
- 2015년 2nd Min Seong

## 수상
- 양천구 청소년가요제 금상